# Sông Volta
Volta là một sông tại Tây Phi, đổ ra Vịnh Guinea. Sông Volta có ba chi lưu chính là Volta Đen, Volta Trắng và Volta Đỏ. Người ta đã lấy tên sông để đặt cho Thượng Volta thuộc Pháp và sau đó là Thượng Volta trước khi đất nước này đổi tên thành Burkina Faso vào năm 1984.
Hồ Volta tại Ghana là hồ chứa lớn nhất thể giới, trải rộng từ đập Akosombo ở đông nam Ghana đến thị trấn Yapei, cách khoảng 400 kilômét (250 mi) về phía bắc. Hồ phục vụ cho thủy điện, hỗ trợ giao thông thủy nội địa, và tạo ra tiềm năng cho việc tưới tiêu và thủy sản.
Người Bồ Đào Nha đã mua được nhiều vàng từ các cư dân trong khu vực sông vào thời Phục hưng.
Độ sâu trung bình của sông là 45 foot (14 m) tại hồ Volta.
Sông được những người buôn vàng Bồ Đào Nha đặt tên; đó là nơi họ thám hiểm xa nhất trước khi trở về (volta trong tiếng Bồ Đào Nha có nghĩa là "trở về").